# Spergula rosea
Spergula rosea är en nejlikväxtart som beskrevs av Blatter. Spergula rosea ingår i släktet spärglar, och familjen nejlikväxter. Inga underarter finns listade i Catalogue of Life.